# ريجنالد ويفر
ريجنالد ويفر (بالإنجليزية: Reginald Weaver)‏ هو شخصية أعمال وعسكري أسترالي، ولد في 18 يوليو 1876 في Quirindi ‏ في أستراليا، وتوفي في 12 نوفمبر 1945 في Hornsby, New South Wales ‏ في أستراليا.